# Andrea Meza

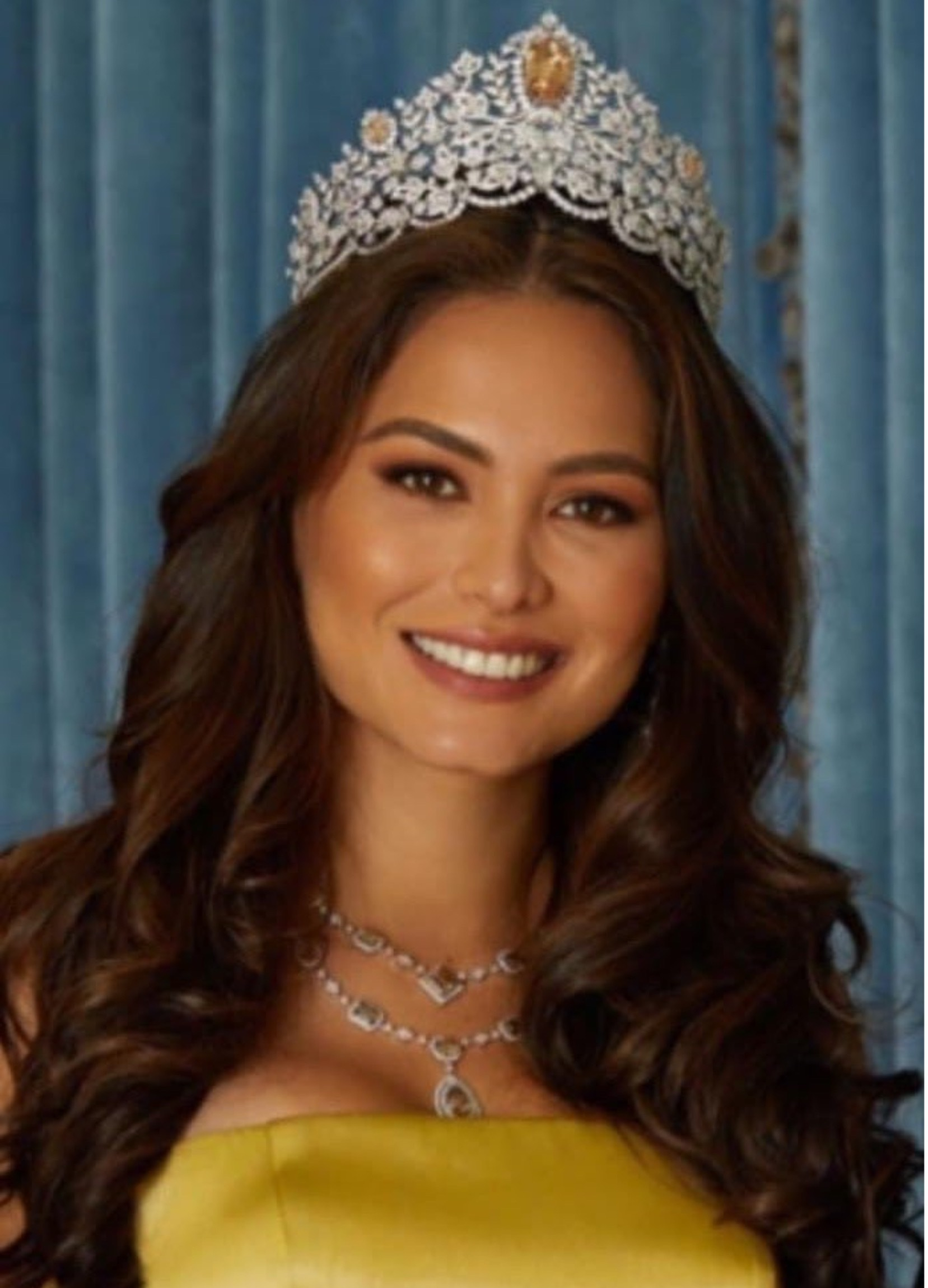
Andrea Meza im Jahr 2020

Alma Andrea Meza Carmona (* 13. August 1994 in Chihuahua) ist eine mexikanische Schönheitskönigin, die 2020 zur Miss Universe gekrönt wurde.

## Leben
Alma Andrea Meza Carmona wurde am 13. August 1994 in der Stadt Chihuahua als Tochter von Alma Carmona und Santiago Meza geboren. Sie wuchs als älteste von drei Töchtern auf und ist teilweise chinesischer Abstammung. Nach Abschluss der Sekundarschule schrieb sich Meza an der Universidad Autónoma de Chihuahua ein, wo sie Softwaretechnik studierte. 2017 schloss sie ihr Studium ab und begann neben ihrer Karriere als Model als Software-Ingenieurin zu arbeiten.
Meza begann ihre Schönheitskarriere im Jahr 2016, nachdem sie ausgewählt wurde, Chihuahua bei Miss World 2016 zu vertreten. Meza war eine der beiden Kandidatinnen, denen eine Krone verliehen wurde, und wurde zur Miss Mexico 2017 gekrönt.
Als Gewinnerin von Miss Mexico 2017 vertrat Meza Mexiko bei Miss World 2017 am 18. November 2017 in Sanya. Bei den Aktivitäten vor dem Schönheitswettbewerb gewann Meza die Gruppe 16 der Head-to-Head-Challenge, was ihr den direkten Einzug in die Top 40 ermöglichte. Darüber hinaus belegte sie den vierten Platz im Talentwettbewerb. Während des Finales des Wettbewerbs, als Meza die Top Fünf erreichte, gab Julia Morley sie als erste Zweitplatzierte hinter dem Sieger Manushi Chhillar aus Indien bekannt. Meza wurde außerdem zur Miss World Americas gekrönt.
2020 wurde sie zur Miss Universe gekrönt und war damit die dritte Mexikanerin, die diesen Titel erhielt.